# Never Say Die!
Never Say Die! osmi je studijski album britanskog heavy metal-sastava Black Sabbath. Diskografska kuća Vertigo Records objavila ga je 28. rujna 1978. Posljednji je studijski album na kojem je svirala izvorna postava skupine i posljednji album na kojem je pjevao izvorni pjevač Ozzy Osbourne do albuma 13 iz 2013. Dana 7. studenoga 1997. dostigao je zlatnu nakladu u SAD-u, a do studenoga 2011. ondje je od početka SoundScanova razdoblja prodan u 133 000 primjeraka. Dobio je podijeljene kritike; recenzenti su izjavili da je "neuravnotežen" i da pjesme teku u previše smjerova.

## Snimanje
U vrijeme snimanja albuma Never Say Die! članovi Black Sabbatha zloupotrebljavali su drogu i alkohol u velikoj količini. Prije snimanja pjevač Osbourne nakratko je napustio sastav i privremeno ga je zamijenio Dave Walker, bivši član Savoy Browna i Fleetwood Maca. Godine 1992. gitarist Tony Iommi u intervjuu s Guitar Worldom izjavio je: "Nikad nismo htjeli da ode, vjerojatno se želio vratiti – ali nismo si govorili kako se osjećamo. Zato smo morali dovesti novog pjevača i napisati potpuno nove pjesme." Grupa je napisala šačicu pjesama s Walkerom, a ta je kratkotrajna postava uživo izvela i ranu inačicu pjesme koja je naknadno postala "Junior's Eyes" u BBC-jevoj emisiji Look Hear. Osbourne se naposljetku ponovno pridružio skupini, ali je odbio pjevati pjesme koje su ostali članovi napisali s Walkerom. Iommi je u intervjuu s Guitar Worldom iz 1992 dodao: 
Osbourne je također odbio pjevati na pjesmi "Breakout", koja je objavljena kao instrumentalna skladba. Pjesme napisane dok je Walker bio član grupe naknadno su preoblikovane, među kojima je bila i "Junior's Eyes", čiji je tekst naposljetku govorio o tada nedavnoj smrti Osbourneova oca. "Suočavali smo se s nekoliko unutrašnjih problema", Osbourne je u to vrijeme izjavio časopisu Sounds. "Otac mi je bio na samrti, tako da nas je to izbacilo iz stroja na dulje od tri mjeseca zbog pogreba i svega toga. Napustio sam sastav na tri mjeseca, a zatim smo se ponovno okupili da bismo se posvetili snimanju." Međutim, Osbourne je u svojem memoaru I Am Ozzy izjavio: "Nitko nije govorio o tome što se dogodilo. Jednog sam dana došao u studio – mislim da je Bill pokušavao pomiriti strane preko telefonskim pozivom – i tu je sve završilo. No bilo je očito da su se stvari promijenile, pogotovo između mene i Tonyja. Mislim da više nitko nije bio svim srcem u igri."
Album je snimljen u studiju Sounds Interchange Studios u Torontu. "Otišli smo u Toronto da bismo ga snimili – i tad su počeli problemi", prisjetio se Iommi. "Zašto Toronto? Uglavnom zbog poreza. Za studio koji smo unajmili saznali smo čitajući letke jer se govorkalo da bi mogao biti dobar. Došli smo tamo i u prostorijama je zvuk bio tup – potpuno pogrešan. Nismo mogli dobiti pravu akustiku. Zbog toga smo rascjepkali tepih i pokušali prostorije učiniti akustičnijima. Nisu se žalili, no trebalo nam je neko vrijeme da dobijemo zvuk kakav smo željeli. U to vrijeme nije bilo drugih slobodnih studija." Godine 2001. Iommi je Danu Epsteinu iz Guitar Worlda detaljnije opisao uvjete tijekom snimanja albuma: "Unajmio sam studio u Torontu i trebali smo pronaći mjesto za probe. Našli smo jedno kino u koje bismo išli u 10 ujutro u kojem je bilo ledeno; bila je ciča zima, zbilja grozno. Ondje bismo pisali pjesme tijekom dana, a snimali bismo ih tijekom noći." U istom je članku Guitar Worlda basist Geezer Butler dodao: "Never Say Die na neki je način album sa šavovima ... Ljudi nisu shvaćali da je izraz Never Say Die! pomalo podrugljiv. Znali smo da je to to; znali smo da više nikad više neće biti toga. Otišli smo na turneju s Van Halenom kojom smo proslavili deset godina postojanja i svi su govorili 'Neka bude još deset!' A ja mislim, [okrene očima] 'Kako da ne!" Butleru je također počelo ići na živce to što mu je Osbourne kritizirao tekstove; u članku Guitar Worlda iz 1994. izjavio je: "Počelo sam mrziti taj proces krajem Ozzyjeva doba. Rekao bi: 'Neću to pjevati.' I onda biste morali izmijeniti cijelu stvar." U knjizi How Black Was Our Sabbath iz 2004. Iommi je izjavio: "Bavili smo se glupavim igrama ... i stvarno smo se žestoko drogirali ... Našli bismo se radi snimanja i jednostavno bismo otišli jer smo bili prenapušeni. Nitko od nas nije mogao snimiti ništa kako spada. Išli smo na sve strane. Svatko je svirao različitu stvar." "Na [albumu] Never Say Die! sreća nam se više nije smiješila", rekao je Osbourne u intervjuu s Koryjem Growom u časopisu Spin. "Bili smo jebena hrpa mladića koji su se utapali u jebenom oceanu. Nismo se slagali i svi smo bili sjebani zbog droge i alkohola. I onda sam dobio otkaz. Jednostavno je sve bilo loše. Pokušaš podići glavu iznad vode, ali te na kraju potopi val."
U bilješkama priloženim uz koncertni album Reunion Ward je branio Never Say Die!: "S obzirom na to kakve su bile okolnosti, mislim da smo dali sve od sebe. Sami smo se brinuli o većim poslovima, nismo dobivali milijune od diskografskih kuća i, usprkos cugi i Ozzyjevu odlasku, pokušavali smo eksperimentirati s džezom i raznim stvarima kako smo to običavali činiti na samom početku. I dalje mi se sviđaju pjesme kao što su 'Johnny Blade' i 'Air Dance'." Osbourne je izrazio posve oprečno mišljenje u svojoj autobiografiji, barem što se tiče eksperimentiranja s džezom; instrumentalnu je pjesmu "Breakout" opisao kao situaciju u kojoj "džez-skupina svira da-dah-da-dah, DAH – jednostavno sam pomislio: 'Jebeš ovo, odlazim' ... Uglavnom, 'Breakout' mi nije uopće bila po ukusu. Uz takve smo se pjesme mogli zvati Slack Haddock, a ne Black Sabbath. Što se mene tiče, jedino što je dojmljivo u vezi s bilo kakvim džez-grupama jest koliko njihovi članovi mogu piti."

## Omot albuma
Omot za Never Say Die! drugi je omot (nakon Technical Ecstasyja) koji je izradio Hipgnosis; inačice za američko i britansko tržište djelomično se razlikuju po blijedim slikama britanskih vojnih pilota u zraku. Avion na naslovnici vjerojatno je North American T-6 Texan. Skupina je prethodno odbila alternativnu Hipgnosisovu naslovnicu na kojoj su se nalazili maskirani doktori; ta se slika naposljetku pojavila na naslovnici albuma Difficult to Cure skupine Rainbow.

## Objava i recenzije
U Ujedinjenom Kraljevstvu naslovna se pjesma, objavljena prije samog albuma kao singl, popela do 21. mjesta glazbene ljestvice, što je skupini omogućilo prvi nastup u emisiji Top of the Pops od 1970. Sam se album popeo do 12. mjesta ljestvice u Ujedinjenom Kraljevstvu, čime je za mjesto nadmašio uspjeh Technical Ecstasyja. U Sjedinjenim Državama pojavio se na 69. mjestu Billboardove ljestvice Pop Albums. U Ujedinjenom Kraljevstvu "Hard Road" objavljena je kao drugi singl s albuma i ušla je u najviših 40 mjesta britanskih ljestvica, a 25 000 primjeraka singla objavljeno je u ograničenoj inačici na ljubičastoj gramofonskoj ploči. Za tu je pjesmu snimljen glazbeni spot tijekom popratne turneje kako bi se podržala njegova prodaja. Na toj je pjesmi gitarist Tony Iommi prvi i posljednji put pjevao kao prateći vokal; u svojoj je autobiografiji Iron Man: My Journey Through Heaven & Hell With Black Sabbath izjavio da, dok je pjevao, basist Geezer Butler nije mogao zadržati ozbiljan izraz lica.
Uradak je dobio uglavnom negativne recenzije; AllMusic je izjavio da je "neusredotočen" i da "u njemu nema mnogo toga što bi zanimalo općenite obožavatelje heavy metala. Rolling Stone komentirao je da "nije najblistaviji trenutak za izvornu četvorku", ali je dodao da bi mogao biti "bolji od onoga kakvim ga ljudi pamte". Godine 2013. Phil Alexander iz časopisa Mojo nazvao ga je "katastrofalnim".
Osbourne je o albumu u listopadu 1978. izjavio: "To je spoj svega kroz što smo prošli u posljednjih deset godina. Vrlo je raznolik album. Počeli smo svirati u klubovima za blues jer je britanski blues – poput Johna Mayalla i ranog Fleetwood Maca – tad je to bilo popularno. Zanimali su nas blues od dvanaest taktova i stvari poput ranih pjesama Ten Years Aftera. Tako da je dio [tog albuma] utemeljen na tome. Ima tu i žešćih stvari i rock-stvari. Žestoke stvari na koje se divlje maše glavom ne čine čitav album ... Riješili smo se svih unutrašnjih frustracija: [na albumu su završile pjesme] koje je svatko od nas tijekom godina želio snimiti, no nije mogao zbog pritiska na poslu. Zato smo u razvoj tog albuma uložili mnogo sati mukotrpnog truda." Međutim, Osbourne je ubrzo promijenio mišljenje o albumu, pa je After Hoursu u intervjuu iz 1981. rekao: "Posljednji album koji sam snimio sa Sabbathom jest Never Say Die! i zbilja je najgori uradak na kojem sam sudjelovao. Sramim se tog albuma. Mislim da je odvratan." Zatim je izjavio da je skupina u siječnju odletjela u Toronto dok su temperature bile ispod ništice "samo zato što je The Rolling Stones ondje snimio koncertni album". Godine 2013. Osbourne je u intervjuu s Mojom spomenuo: "Došao sam u studio i čuo nešto što je zvučalo kao džez-sastav. Je li to zbilja Black Sabbath? Samo sam jebeno dignuo sidro." Osbourne je otpušten iz sastava osam mjeseci poslije.
Usprkos negativnim kritikama Soundgardenov je gitarist Kim Thayil izjavio da mu je "Never Say Die!" jedan od omiljenih albuma Black Sabbatha. Megadeth je obradio naslovnu pjesmu za počasni album Nativity in Black II iz 2000., a pjevač Dave Mustaine poručio je Nicku Bowcottu 2008.: "Zbog jednostavnosti Iommijeva stila ritmička progresija [te pjesme] jedna mi je od najdražih: brzi, klasični britanski rifovi u vrhunskom aranžmanu." Gitarista skupine King Diamond Andyja LaRocquea nadahnuo je album dok je skladao melodičnu gitarsku dionicu za pjesmu "Sleepless Nights" s albuma Conspiracy.
U ožujku 2017. Jon Hadusek iz Consequence of Sounda uvrstio je Never Say Die! na deseto mjesto u popisu studijskih albuma Black Sabbatha od najboljeg do najgoreg.

## Never Say Die! Tour s Van Halenom
Turneja Black Sabbatha pod imenom Never Say Die! Tour počela je 16. svibnja 1978. u Sheffieldu; predgrupa sastavu bio je Van Halen, koji je stekao popularnost u SAD-u obradom pjesme "You Really Got Me" The Kinksa. Wardov tehničar za bubnjeve Graham Wright i Osbourneov osobni pomoćnik David Tangye pisali su potanko o turneji u knjizi How Black Was Our Sabbath iz 2004.; izjavili su da su odnosi među članovima dvaju sastava počeli loše 22. svibnja, tijekom nastupa u Apollo Theatreu u Manchesteru. Nakon što je Sabbath obavio tonsku probu, članovi Van Halena "došli su na pozornicu i počeli svirati Sabbathove pjesme. Na taj su način htjeli Sabsima odati počast, no to je živciralo Tonyja Iommija. Vjerojatno je to protumačio kao sprdanje, no uopće nije bila riječ o tome. Van Halen je obožavao Sabbath, a njegov je glavni gitarist Eddie Van Halen bio veliki Tonyjev obožavatelj. Nesmotreni je gaf ubrzo zaboravljen. Članovi dvaju sastava vrlo su se dobro slagali, a Alex Van Halen često bi sjedio ... iza Billova kompleta bubnjeva te ga gledao i slušao kako svira na pozornici." Na američkom dijelu turneje prisutnost Van Halena uvelike je utjecala na prodaju ulaznica jer je taj sastav bio poznatiji u SAD-u nego u Ujedinjenom Kraljevstvu. Wright i Graham također spominju da su tijekom turneje izbila dva nemira; do prvog je došlo u gradu Neunkirchen am Brandu u dvorani koju su ispunile "na tisuće vrlo napušenih, pijanih i divljih vojnika" – nakon što je sastav odsvirao tri pjesme, Iommi je napustio pozornicu jer je iz njegovih pojačala dolazilo zujanje. Kad je publika shvatila da je skupina obustavila koncert, porazbijala je dijelove dvorane. Do druge je pobune došlo u Municipal Auditoriumu u Nashvilleu kad se Osbourne nije pojavio na pozornici i skupina je morala otkazati nastup; naknadno je otkriveno da je Osbourne "spavao cijelo vrijeme, probudio se i vidio da je šest sati; misleći da je i dalje prijašnja večer, spremio se za nastup. Što je još iznenađujuće jest to da je spavao u pogrešnoj sobi." Videosnimke iz tog razdoblja, koje su profesionalno snimljene tijekom nastupa u Hammersmith Odeon u lipnju 1978., nalaze se na DVD-u Sanctuary Visual Entertainmenta pod imenom Never Say Die.

## Nastup uTop of the Popsu
Budući da je singl "Never Say Die!" bio uspješan, članovi Black Sabbatha bili su pozvani da nastupe u emisiji Top of the Pops. Skupina se dvaput pojavila uživo u studiju i pretvarala se da svira uz prethodno snimljenu inačicu pjesme. Jedan od tih dvaju nastupa pojavio se u službenom dokumentarnom filmu The Black Sabbath Story, Vol. 1. U svojoj je autobiografiji Osbourne izjavio da mu je nastup ostao u lijepom sjećanju "jer su upoznali Boba Marleyja. Uvijek ću se sjećati trenutka kad je izašao iz svlačionice koja je bila pored naše – niste mogli vidjeti njegovu glavu zbog oblaka koji je stvorio dim marice. Pušio je najveći, najdeblji džoint koji sam ikad vidio – a vidio sam ih dosta, vjerujte mi. Mislio sam da će se morati pretvarati da pjeva, nitko ne bi mogao nastupati tako napušen. Ali ne – sve je odradio uživo. I to besprijekorno". Iommi je u svojoj autobiografiji izjavio da je bubnjar Bill Ward u to vrijeme nosio pletenice i da su "svi mislili da se sprdao s Bobom (Marleyjem). To uopće nije bila istina; jednostavno je u to vrijeme nosio takvu frizuru."

## Popis pjesama
Sve je pjesme napisao Black Sabbath.
| 1. | »Never Say Die« | 3:47 |
| 2. | »Johnny Blade«  | 6:27 |
| 3. | »Junior's Eyes« | 6:41 |
| 4. | »Hard Road«     | 6:03 |

| Strana B | Strana B                            | Strana B | Strana B | Strana B | Strana B | Strana B | Strana B | Strana B | Strana B |
| Br.      | Skladba                             | Trajanje |          |          |          |          |          |          |          |
| -------- | ----------------------------------- | -------- | -------- | -------- | -------- | -------- | -------- | -------- | -------- |
| 5.       | »Shock Wave«                        | 5:13     |          |          |          |          |          |          |          |
| 6.       | »Air Dance«                         | 5:15     |          |          |          |          |          |          |          |
| 7.       | »Over to You«                       | 5:21     |          |          |          |          |          |          |          |
| 8.       | »Breakout« (instrumentalna skladba) | 2:36     |          |          |          |          |          |          |          |
| 9.       | »Swinging the Chain«                | 4:06     |          |          |          |          |          |          |          |
| 45:29    |                                     |          |          |          |          |          |          |          |          |

Napomena: na britanskoj inačici albuma Vertigo Recordsa četvrta se pjesma zove "Hard Road", a na američkoj inačici Warner Bros. Recordsa zove se "A Hard Road".

## Zasluge
| Black Sabbath - Tony Iommi – gitara; prateći vokali (na pjesmi "Hard Road") - Ozzy Osbourne – vokali - Geezer Butler – bas-gitara, prateći vokali (na pjesmi "Hard Road") - Bill Ward – bubnjevi; prateći vokali (na pjesmi "Hard Road"); vokali (na pjesmi "Swinging the Chain") Dodatni glazbenici - Will Malone – aranžmani za limena puhaća glazbala - Don Airey – klavijatura - Jon Elstar – usna harmonika | Ostalo osoblje - Dave Harris – tonska obrada - Spock Wall – pomoćnik pri tonskoj obradi - Hipgnosis – dizajn omota |

## Ljestvice
| Ljestvica (1978.)      | Najviša Pozicija |
| ---------------------- | ---------------- |
| Kanada                 | 90               |
| SAD (Billboard 200)    | 69               |
| Švedska                | 37               |
| Ujedinjeno Kraljevstvo | 12               |